# Washington
 Ovo je glavno značenje pojma Washington. Za druga značenja pogledajte Washington (razdvojba).
Washington, D.C. je glavni grad Sjedinjenih Američkih Država.  Dobio je ime po Georgeu Washingtonu, vrhovnom zapovjedniku američke vojske u Američkoj revoluciji i prvom predsjedniku SAD-a. 
U Washingtonu su sjedišta sve tri grane američke savezne vlade (izvršne, zakonodavne i sudske), kao i sjedišta većine saveznih služba. Washington je usto sjedište Svjetske banke, Međunarodnog monetarnog fonda i Organizacije američkih država, kao i mnogih drugih međunarodnih i nacionalnih ustanova. Washington također ima brojne američke spomenike, muzeje i sportske klubove, pa je jedno od glavnih turističkih odredišta u SAD-u. Osim toga, glavno gradsko šetalište National Mall se često koristi za masovne političke demonstracije. 
U Americi se grad službeno zove "Washington, D.C.". Kratica D.C. znači "District of Columbia" (Kolumbijski distrikt), jer je grad smješten u saveznom distriktu District of Columbia) kojim upravlja gradsko poglavarstvo, pa se u praksi grad i distrikt poklapaju.  
Prema popisu stanovništva iz 2003., distrikt ima 563.384 stanovnika. Ako se uzme u obzir "metropolitansko područje" Washingtona, koje osim distrikta uključuje dijelove Marylanda, Virginije i Zapadne Virginije, onda ima više od 4,7 milijuna stanovnika. 
Washington je poznat po visokoj stopi kriminala, a neko vrijeme je i nosio neslavnu titulu "Murder capital of America".

### Smrtna kazna
Washington je jedna od država SAD-a koja ima smrtnu kaznu. Od 1849. godine pa do danas izvršeno je 110 smaknuća, od toga 105 do 1963. godine i pet od 1977. do danas (2012.). Sve smrtne kazne osim tri posljednje izvršene su vješanjem. Posljednja 3 smaknuća 1998. (Jeremy Vargas Sagastegui), 2001. (James Homer Elledge) i 2010. (Cal Coburn Brown) izvršene su smrtonosnom injekcijom.
Do 2012., godine nijedna žena u Washingtonu nije osuđena na smrt.